# Bam's Unholy Union
Bam's Unholy Union ou Danger ! Bam se marie au Québec, est une émission de télé-réalité américaine en neuf épisodes de 22 minutes diffusée entre le 30 janvier et le 3 avril 2007 sur MTV.
Au Québec, l'émission est diffusée à partir du 27 août 2007 à MusiquePlus, et en France à partir du 20 novembre 2007 sur [Où ?].

## Synopsis
L'émission tourne autour de la famille de Bam (Phil, April, Dico, Jess, Novak & S***birdz, son oncle) et de celle de Missy (ses deux sœurs et sa mère).

## Production
La musique du générique est extraite de la chanson Don't Give a Damn du groupe Vains of Jenna, groupe produit par Bam dans son label Filthy Note. Dans l'épisode 1, on peut apercevoir un poster des Vains of Jenna dans la cuisine de Bam.
MTV est en pourparlers avec Bam et Missy Margera pour la saison 2.
Bam a confié dans son émission RadioBAM qu'MTV lui avait proposé pour la saison 2 de simuler l'attente d'un bébé.

## Épisodes
1. Welcome to Hell
2. Open Season on Brides
3. Detroit Rock City
4. Off with Her Shirt!
5. Flipping the Christmas Bird
6. The Unicorn Whisperer
7. Bam's Gone Wild
8. I'll Never be Single Again
9. The Unholy Union (42 minutes)